# Giambattista Canal

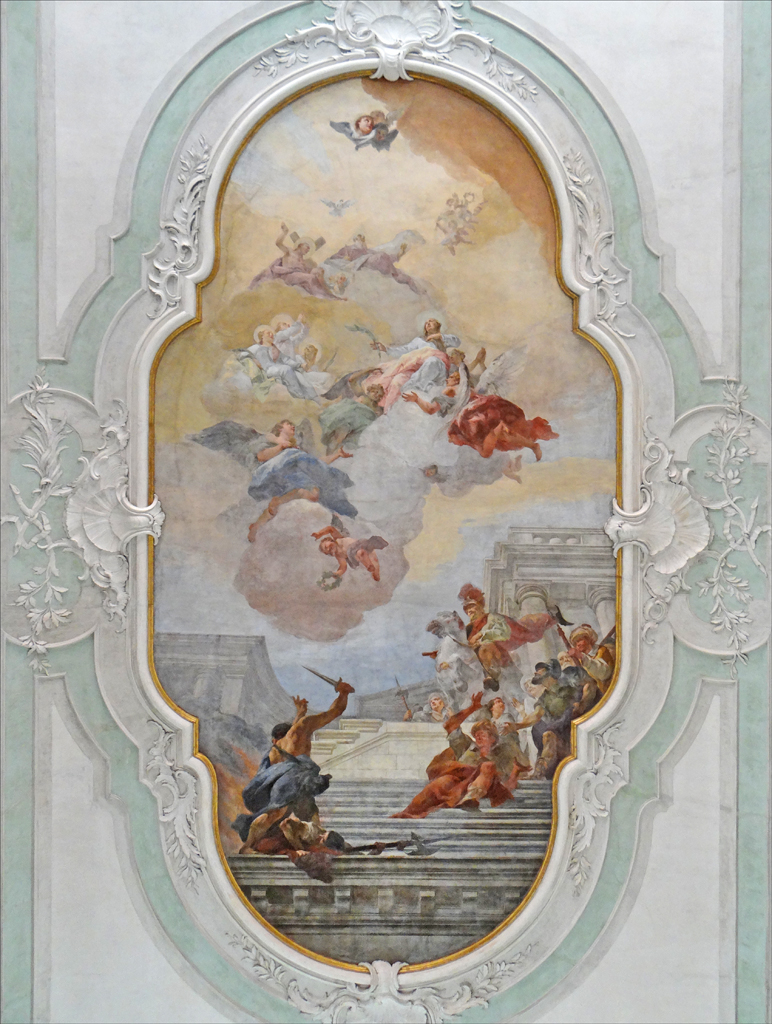
Sant'Eufemia in Gloria, Chiesa di Sant'Eufemia, Venezia

Giambattista Canal (Venezia, 10 settembre 1745 – Venezia, 5 dicembre 1825) è stato un pittore italiano.

## Biografia
Figlio del pittore Fabio Canal, era noto in tutto il Veneto come abilissimo "frescante", detto anche l'ultimo dei fa presto per l'incredibile velocità di esecuzione nell'affrescare superfici molto estese.
Dopo i primi rudimenti ricevuti dal padre, Canal studiò presso l'Accademia di Venezia, dove insegnò dal 1783 al 1807.
Diventato quasi cieco nell'ultimo scorcio della sua vita, fu costretto dalle difficoltà economiche a continuare a dipingere.

## Opere

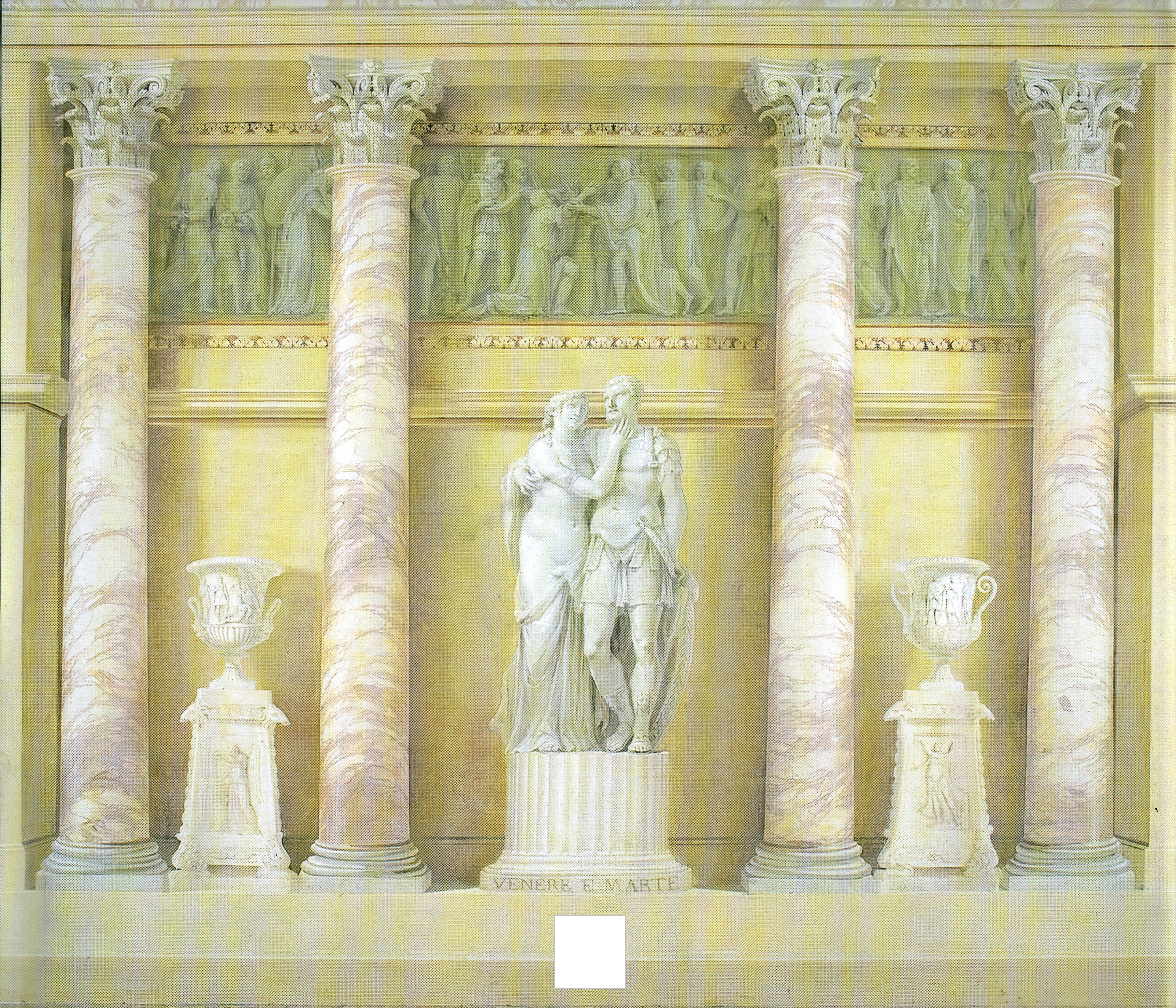
Venere e Marte, Palazzo Morpurgo, Udine

Numerosissime sono le sue opere, soprattutto ad affresco, in tutto il territorio veneto, conservate in chiese e palazzi. Dipinse oltre settanta soffitti di chiese, tra i quali i più significativi sono quelli del duomo di Serravalle, della chiesa di San Leonardo a Venezia, della chiesa di Santo Stefano di Martellago, della cappella gentilizia di Villa Tiepolo Passi a Carbonera, della chiesa arcipretale di Caselle di Altivole, della chiesa di San Domenico di Guarda Veneta a Rovigo, oltre che di altre località nel Polesine, a Udine, a Trieste, a Treviso, a Scorzè e a Ferrara. Alcuni suoi affreschi raffiguranti le Virtù Teologali e l'Ascensione di Gesù, dipinti nel 1775, sono conservati nella chiesa di San Pietro a Fonte Alto. Tra le opere realizzate all'interno di palazzi nobiliari, si può citare la decorazione di Palazzo Caotorta a Treviso.
Il suo stile, negli ultimi anni di attività, evolve verso il neoclassicismo.

## Omaggi
La XX giornata del FAI (24-25 marzo 2012) nella città di Udine è stata dedicata a Giambattista Canal, rendendo visitabili: casa Sabbadini Cuoghi, palazzo Mantica Chizzola, palazzo Valvason Morpurgo, palazzo di Brazzà, nei quali sono presenti affreschi del pittore veneziano.